# Selección de fútbol sub-17 de Nicaragua
La Selección de fútbol sub-17 de Nicaragua es l equipo que representa al país en el Mundial Sub-17 y en el Campeonato Sub-17 de la Concacaf; y es controlado por la Federación Nicaragüense de Fútbol.

## Participaciones

### Copa Mundial Sub-17
Resultado general: No se ha clasificado.
| Año                         | PJ                      | PG                      | PE                      | PP                      | GF                      | GC                      | DIF.                    | PTS                     | Ronda                   |
| --------------------------- | ----------------------- | ----------------------- | ----------------------- | ----------------------- | ----------------------- | ----------------------- | ----------------------- | ----------------------- | ----------------------- |
| China 1985                  | No existía la selección | No existía la selección | No existía la selección | No existía la selección | No existía la selección | No existía la selección | No existía la selección | No existía la selección | No existía la selección |
| Canadá 1987                 | No existía la selección | No existía la selección | No existía la selección | No existía la selección | No existía la selección | No existía la selección | No existía la selección | No existía la selección | No existía la selección |
| Escocia 1989                | No existía la selección | No existía la selección | No existía la selección | No existía la selección | No existía la selección | No existía la selección | No existía la selección | No existía la selección | No existía la selección |
| Italia 1991                 | No existía la selección | No existía la selección | No existía la selección | No existía la selección | No existía la selección | No existía la selección | No existía la selección | No existía la selección | No existía la selección |
| Japón 1993                  | No existía la selección | No existía la selección | No existía la selección | No existía la selección | No existía la selección | No existía la selección | No existía la selección | No existía la selección | No existía la selección |
| Ecuador 1995                | No clasificó            | No clasificó            | No clasificó            | No clasificó            | No clasificó            | No clasificó            | No clasificó            | No clasificó            | No clasificó            |
| Egipto 1997                 | No participó            | No participó            | No participó            | No participó            | No participó            | No participó            | No participó            | No participó            | No participó            |
| Nueva Zelanda 1999          | No participó            | No participó            | No participó            | No participó            | No participó            | No participó            | No participó            | No participó            | No participó            |
| Trinidad y Tobago 2001      | No clasificó            | No clasificó            | No clasificó            | No clasificó            | No clasificó            | No clasificó            | No clasificó            | No clasificó            | No clasificó            |
| Filandia 2003               | No clasificó            | No clasificó            | No clasificó            | No clasificó            | No clasificó            | No clasificó            | No clasificó            | No clasificó            | No clasificó            |
| Perú 2005                   | No clasificó            | No clasificó            | No clasificó            | No clasificó            | No clasificó            | No clasificó            | No clasificó            | No clasificó            | No clasificó            |
| Corea del Sur 2007          | No clasificó            | No clasificó            | No clasificó            | No clasificó            | No clasificó            | No clasificó            | No clasificó            | No clasificó            | No clasificó            |
| Nigeria 2009                | No clasificó            | No clasificó            | No clasificó            | No clasificó            | No clasificó            | No clasificó            | No clasificó            | No clasificó            | No clasificó            |
| México 2011                 | No clasificó            | No clasificó            | No clasificó            | No clasificó            | No clasificó            | No clasificó            | No clasificó            | No clasificó            | No clasificó            |
| Emiratos Árabes Unidos 2013 | No clasificó            | No clasificó            | No clasificó            | No clasificó            | No clasificó            | No clasificó            | No clasificó            | No clasificó            | No clasificó            |
| Chile 2015                  | No clasificó            | No clasificó            | No clasificó            | No clasificó            | No clasificó            | No clasificó            | No clasificó            | No clasificó            | No clasificó            |
| India 2017                  | No clasificó            | No clasificó            | No clasificó            | No clasificó            | No clasificó            | No clasificó            | No clasificó            | No clasificó            | No clasificó            |
| Brasil 2019                 | No clasificó            | No clasificó            | No clasificó            | No clasificó            | No clasificó            | No clasificó            | No clasificó            | No clasificó            | No clasificó            |
| Indonesia 2023              | No clasificó            | No clasificó            | No clasificó            | No clasificó            | No clasificó            | No clasificó            | No clasificó            | No clasificó            | No clasificó            |
| Qatar 2025                  | No clasificó            | No clasificó            | No clasificó            | No clasificó            | No clasificó            | No clasificó            | No clasificó            | No clasificó            | No clasificó            |
| Total                       | —                       | —                       | —                       | —                       | —                       | —                       | –                       | —                       | —                       |

### Campeonato Sub-17 de la Concacaf
Resultado general: 23°
| Año                                | PJ                      | PG                      | PE                      | PP                      | GF                      | GC                      | DIF.                    | PTS                     | Ronda                   |
| ---------------------------------- | ----------------------- | ----------------------- | ----------------------- | ----------------------- | ----------------------- | ----------------------- | ----------------------- | ----------------------- | ----------------------- |
| Trinidad y Tobago 1983 a Cuba 1992 | No existía la selección | No existía la selección | No existía la selección | No existía la selección | No existía la selección | No existía la selección | No existía la selección | No existía la selección | No existía la selección |
| El Salvador 1994                   | 3                       | 0                       | 0                       | 3                       | 3                       | 15                      | –12                     | 0                       | Primera fase            |
| Trinidad y Tobago 1996             | No participó            | No participó            | No participó            | No participó            | No participó            | No participó            | No participó            | No participó            | No participó            |
| El Salvador - Jamaica 1999         | No participó            | No participó            | No participó            | No participó            | No participó            | No participó            | No participó            | No participó            | No participó            |
| Estados Unidos - Honduras 2001     | No clasificó            | No clasificó            | No clasificó            | No clasificó            | No clasificó            | No clasificó            | No clasificó            | No clasificó            | No clasificó            |
| Canadá - Guatemala 2003            | No clasificó            | No clasificó            | No clasificó            | No clasificó            | No clasificó            | No clasificó            | No clasificó            | No clasificó            | No clasificó            |
| Costa Rica - México 2005           | No clasificó            | No clasificó            | No clasificó            | No clasificó            | No clasificó            | No clasificó            | No clasificó            | No clasificó            | No clasificó            |
| Honduras - Jamaica 2007            | No clasificó            | No clasificó            | No clasificó            | No clasificó            | No clasificó            | No clasificó            | No clasificó            | No clasificó            | No clasificó            |
| México 2009                        | No clasificó            | No clasificó            | No clasificó            | No clasificó            | No clasificó            | No clasificó            | No clasificó            | No clasificó            | No clasificó            |
| Jamaica 2011                       | No clasificó            | No clasificó            | No clasificó            | No clasificó            | No clasificó            | No clasificó            | No clasificó            | No clasificó            | No clasificó            |
| Panamá 2013                        | No clasificó            | No clasificó            | No clasificó            | No clasificó            | No clasificó            | No clasificó            | No clasificó            | No clasificó            | No clasificó            |
| Honduras 2015                      | No clasificó            | No clasificó            | No clasificó            | No clasificó            | No clasificó            | No clasificó            | No clasificó            | No clasificó            | No clasificó            |
| Panamá 2017                        | No clasificó            | No clasificó            | No clasificó            | No clasificó            | No clasificó            | No clasificó            | No clasificó            | No clasificó            | No clasificó            |
| Estados Unidos 2019                | 5                       | 3                       | 0                       | 2                       | 13                      | 4                       | +9                      | 9                       | Octavos de final        |
| Guatemala 2023                     | 4                       | 3                       | 0                       | 1                       | 11                      | 6                       | +5                      | 9                       | Octavos de final        |
| Total                              | 12                      | 6                       | 0                       | 6                       | 27                      | 25                      | +2                      | 18                      | —                       |

### Clasificación de Concacaf para la Copa Mundial Sub-17
| Año   | PJ | PG | PE | PP | GF | GC | DIF. | PTS | Ronda      |
| ----- | -- | -- | -- | -- | -- | -- | ---- | --- | ---------- |
| 2025  | 1  | 1  | 0  | 0  | 6  | 0  | +6   | 3   | En disputa |
| Total | 1  | 1  | 0  | 0  | 6  | 0  | +6   | 3   | En disputa |

### Torneo Uncaf Sub-17
Resultado general: 7.º lugar de 9
| Año              | PJ           | PG           | PE           | PP           | GF           | GC           | DIF.         | PTS          | Ronda         |
| ---------------- | ------------ | ------------ | ------------ | ------------ | ------------ | ------------ | ------------ | ------------ | ------------- |
| Nicaragua 2006   | 5            | 0            | 2            | 3            | 2            | 8            | –6           | 2            | Sexto Lugar   |
| Belice 2007      | No participó | No participó | No participó | No participó | No participó | No participó | No participó | No participó | No participó  |
| Costa Rica 2009  | 4            | 0            | 0            | 4            | 3            | 14           | –11          | 0            | Quinto Lugar  |
| Costa Rica 2011  | 4            | 0            | 1            | 3            | 3            | 20           | –17          | 1            | Quinto Lugar  |
| Belice 2013      | 5            | 0            | 1            | 4            | 5            | 10           | –5           | 1            | Sexto Lugar   |
| Nicaragua 2015   | 6            | 1            | 1            | 4            | 2            | 15           | –13          | 4            | Sexto Lugar   |
| El Salvador 2017 | 4            | 0            | 1            | 3            | 2            | 9            | –7           | 1            | Quinto Lugar  |
| Guatemala 2018   | 6            | 2            | 2            | 2            | 6            | 6            | 0            | 8            | Cuarto Lugar  |
| Honduras 2022    | 4            | 1            | 1            | 2            | 8            | 11           | –3           | 4            | Séptimo Lugar |
| Costa Rica 2024  | 4            | 1            | 1            | 2            | 10           | 11           | –1           | 4            | Séptimo Lugar |
| Total            | 42           | 5            | 10           | 27           | 41           | 104          | –63          | 25           | —             |